# 李冠霆 (籃球運動員)
李冠霆（1995年2月19日—）是臺灣男子籃球運動員，場上主打後衛位置。

## 生平
李冠霆畢業於三重商工、醒吾科技大學，2019年8月參加超級籃球聯賽新人選秀會但落選，之後在全國社會組籃球錦標賽匯盛國際隊友黃啟峰邀約試訓下、「李家慷條款」被廢除，隔年才能夠以一年合約加盟超級籃球聯賽桃園璞園建築。